# Marquesado de Morata de la Cerda
El marquesado de Morata de la Cerda fue un título nobiliario español creado en 1659 por el rey Felipe IV a favor de José Santisteban de la Cerda.

## Marqueses de Morata de la Cerda
|                        | Titular                      | Periodo                |
| Creación por Felipe IV | Creación por Felipe IV       | Creación por Felipe IV |
| ---------------------- | ---------------------------- | ---------------------- |
| I                      | José Santisteban de la Cerda | 1659- ?                |

## Historia de los marqueses de Morata de la Cerda
- José Santisteban de la Cerda, I marqués de Morata de la Cerda.